# Hôtel de Gayling d'Altheim
Pour les articles homonymes, voir Altheim.
L'hôtel de Gayling d'Altheim est un monument historique situé à Strasbourg, dans le département français du Bas-Rhin.

## Localisation
Ce bâtiment est situé au 20, rue des Veaux à Strasbourg.

## Historique
L'édifice fait l'objet d'une inscription au titre des monuments historiques depuis 1937.